# Squatina africana
Pour les articles homonymes, voir Ange de mer.
Espèce
Statut de conservation UICN

 NT  : Quasi menacé
Squatina africana, l'Ange de mer africain, est une espèce de requins.

## Distribution

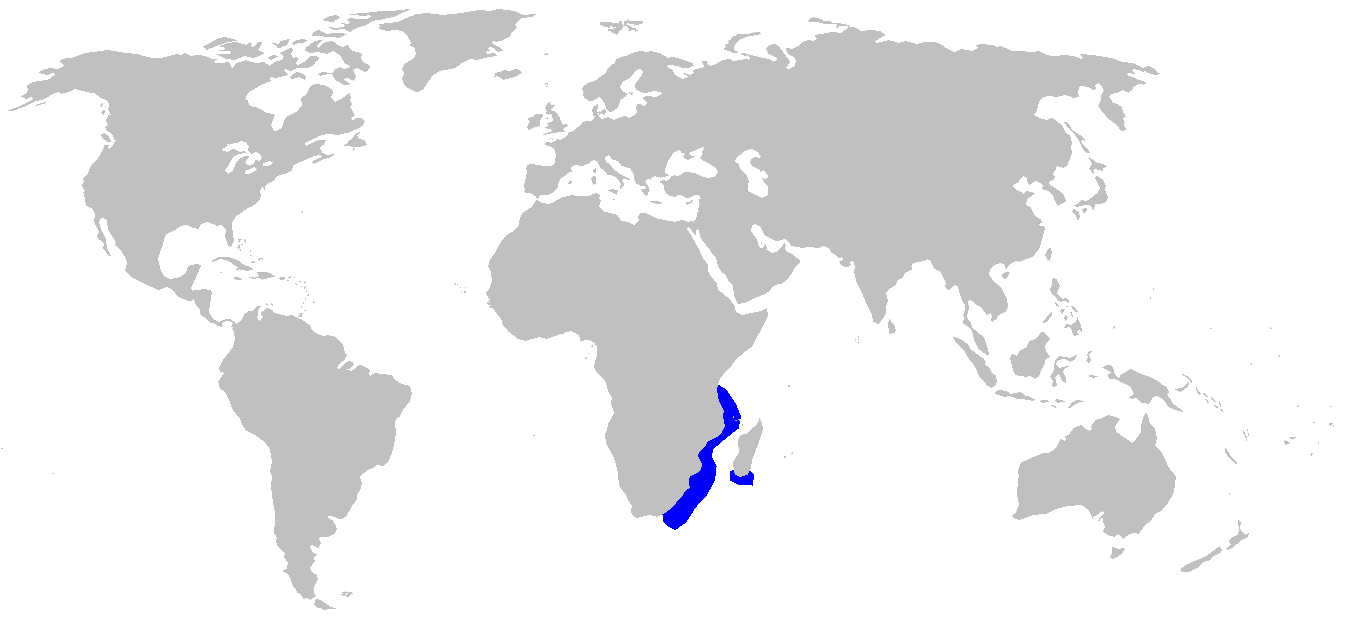
Aire de répartition de Squatina africana.

Cette espèce se rencontre dans l'ouest de l'océan Indien, dans les eaux chaudes et tropicales de la Tanzanie jusqu'aux côtes du Cap en Afrique du Sud. Elle est présente jusqu'à une profondeur maximale de 494 m mais habituellement entre 60 et 300 m de profondeur.

## Description
Squatina africana mesure au maximum 108 cm. Les mâles sont matures vers 75 à 78 cm et atteignent plus de 80 cm. Les femelles sont matures vers 90 à 93 cm et atteignent plus de 108 cm. Les petits mesurent entre 28 et 34 cm à la naissance.

## Publication originale
- Regan, C. T.  1908. A collection of fishes from the coasts of Natal, Zululand, and Cape Colony. Annals of the Natal Government Museum v. 1 (pt 3): 241-255, Pls. 37-42[lire en ligne (page consultée le 14 mars 2014)].